# White Mountains (Arizona)
Les White Mountains d'Arizona són una serralada i una regió muntanyosa a la part oriental de l'estat, a prop de la frontera amb Nou Mèxic, és una continuació des de l'oest de la zona de transició d'Arizona-Marge Mogollón amb boscos de pi i roure madrense, i la seva vora s'acaba a l'oest de Nou Mèxic. Les White Mountains són una part de les terres altes de l'altiplà del Colorado, al nord-est d'Arizona, la nació Navajo, amb la resta de l'altiplà a l'est de Utah, al nord-oest de Nou Mèxic i al sud-oest del Colorado. Les comunitats properes que s'inclouen són: Show Low, Pinetop-Lakeside, Greer, Springerville, Eagar i McNary. Bona part de l'àrea es troba dins de la Reserva índia Fort Apache.
El cim més alt és el Mount Baldy, amb una elevació de 3.477 m. Les muntanyes són drenades al sud per diversos afluents del Salt River, i al nord pel Little Colorado River. Hi ha diversos llacs petits.
La part de les White Mountains que estan a fora de la reserva es troba al Bosc Nacional Apache-Sitgreaves.

Regions fisiogràfiques d'Arizona
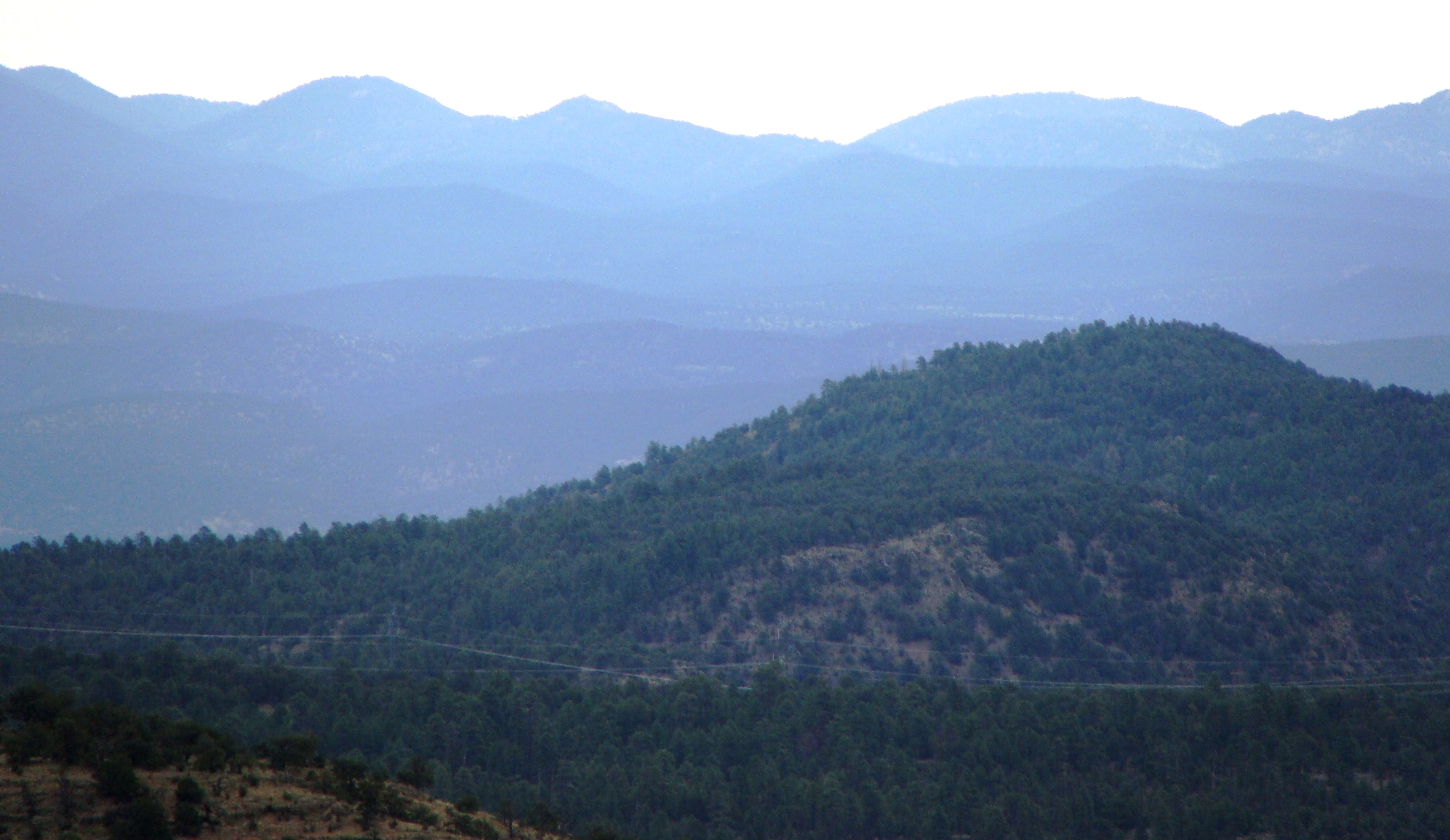
Bosc Nacional Apache-Sitgreaves a prop de Luna, Nou Mèxic
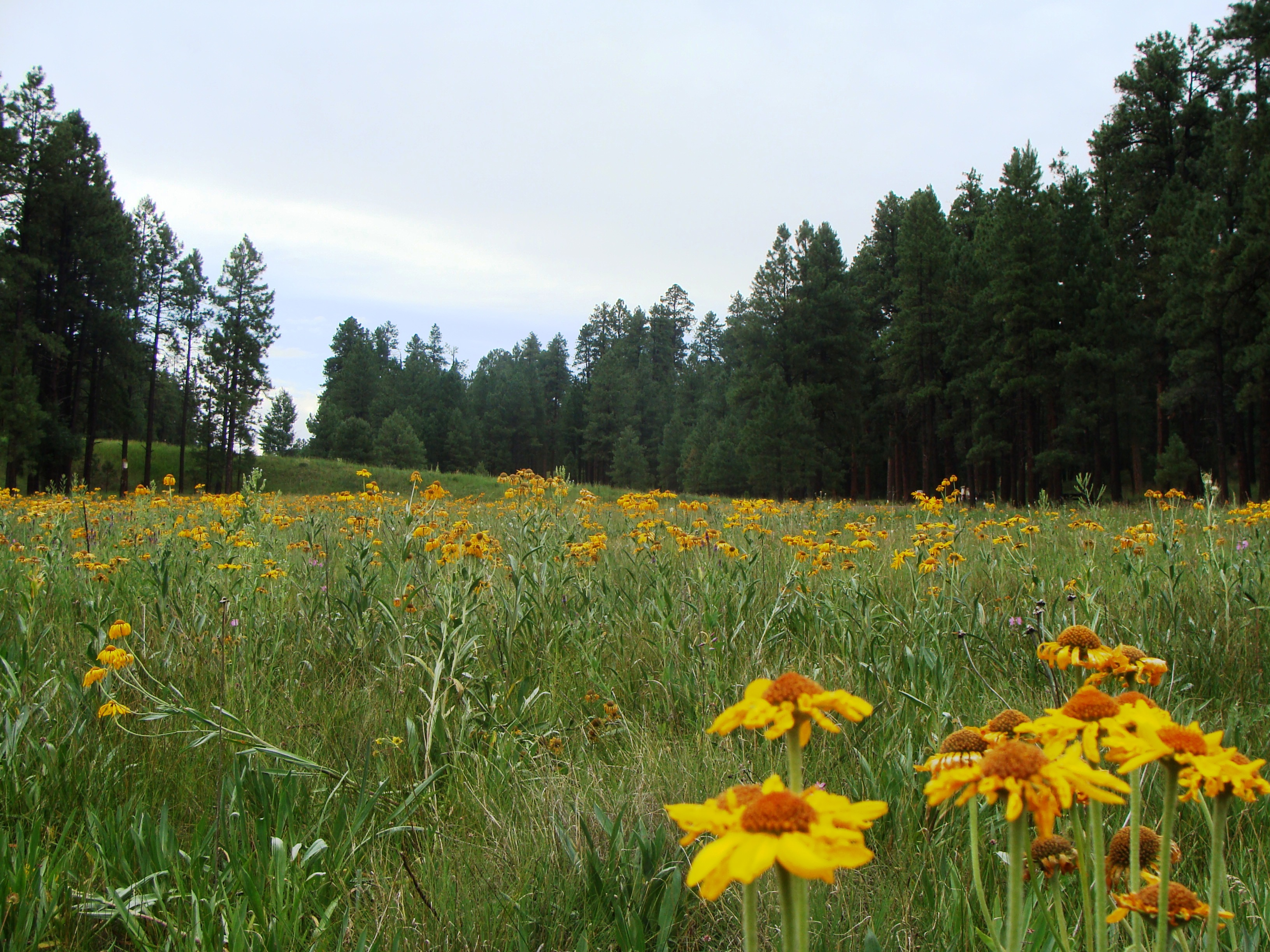
Flors silvestres a prop d'Alpine, Arizona